# 托特圣捷尔吉
托特圣捷尔吉（匈牙利語：Tótszentgyörgy）是匈牙利巴兰尼亚州所辖的一个村。总面积7.50平方公里，总人口171，人口密度22.8人/平方公里（2011年1月1日）。